# Larry Sanger
Larry Sanger, celým jménem Lawrence Mark Sanger (* 16. července 1968 Bellevue, Washington, USA), je americký filosof a informatik, všeobecně pokládaný za spoluzakladatele Wikipedie.
Vyrůstal v aljašském městě Anchorage. V roce 1991 získal bakalářský titul z filosofie na Reed College, v roce 2001 Ph.D. z filosofie na Ohijské státní univerzitě. Titul jeho disertační práce zní Epistemic Circularity: An Essay on the Problem of Meta-Justification (Epistemická cirkularita: pojednání o problému meta-ospravedlňování). Do června 2005 vyučoval na Ohijské státní univerzitě filosofii.

## Nupedia a Wikipedia
Jimmy Wales, zakladatel projektů Nupedia a Wikipedia, ho zaměstnal ve své společnosti Bomis jako šéfredaktora Nupedie; přiznává mu však jen roli důležitého zaměstnance pod svým vedením.
Poté, co se Sanger seznámil s konceptem wiki, navrhl, aby byl princip aplikován na encyklopedii. Jeho návrh přiměl Walese založit Wikipedii. Sanger byl jediným placeným editorem Wikipedie, a to od 15. ledna 2001 do své rezignace 1. března 2002; vzhledem ke své pozici na Nupedii projekt vedl, pojmenoval a formuloval velkou část jeho původních cílů a pravidel.
31. prosince 2004 publikoval Sanger na webu Kuro5hin kritický článek, podle nějž Wikipedii vážně poškozuje její koncept „anti-elitářství“, který poskytuje přílišný vliv trollům a potížistům a naopak odrazuje experty. O tomto Sangerově textu se diskutovalo na blozích i v klasických médiích.
V prosinci 2005 ho najala nadace Digital Universe, aby působil jako „ředitel programů distribuovaného obsahu“.
V červenci 2021 vyjádřil pro server UnHerd názor, že Wikipedii již není možné s jistotou důvěřovat. Uvedl, že jsou na ní konzervativní hlasy potlačovány, ne-li přímo odstraněny, jestliže se pokusí na stránku přidat jiný úhel pohledu, což vnímá jako propagandu.

## Citizendium
Koncem roku 2006 založil online encyklopedii Citizendium, která rovněž používá koncept wiki (a software MediaWiki), ovšem pravidla editace jsou přísnější. Byla oficiálně zpřístupněna v březnu 2007 po vytvoření prvních 1000 hesel.